# Dekonstruktivismus

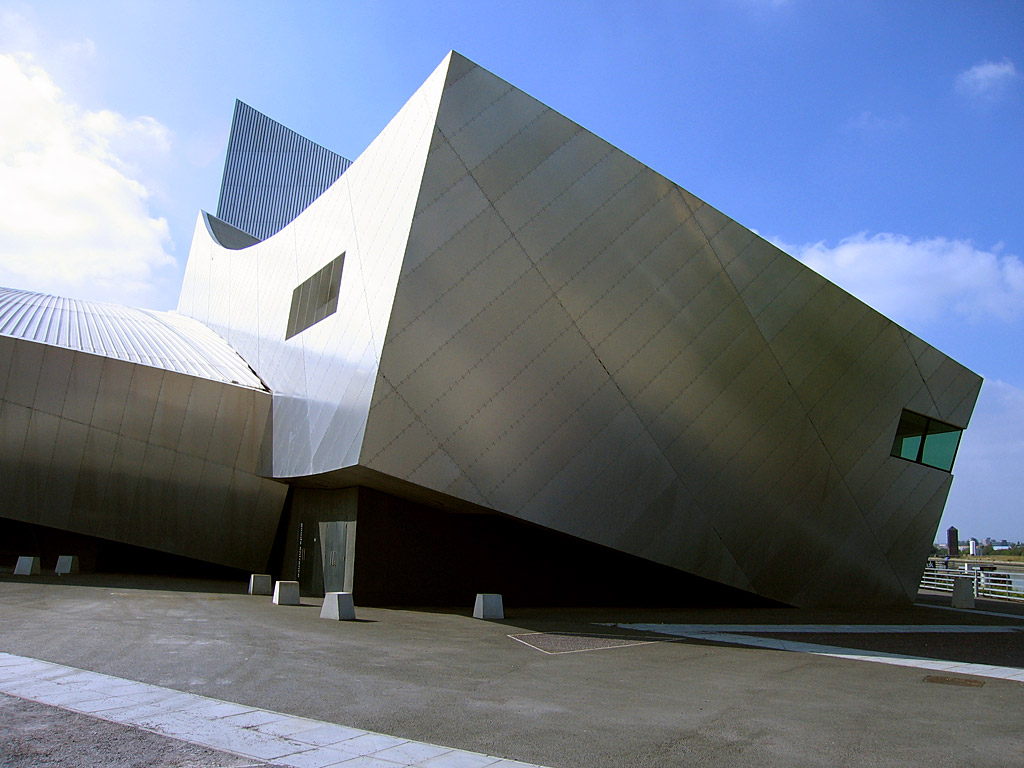
Imperial War Museum v Manchesteru, Spojené království

Dekonstruktivismus je architektonický styl postmoderní architektury, který je charakterizován hmotovou nevázaností a určitou tvarovou deformací, zájmem k formování povrchu a hmoty, nepravidelností tvarů, které popírají, narušují a deformují základní elementy architektury. Výsledný vzhled budov představujících dekonstruktivismus je charakteristický nepředvídatelností a kontrolovaným chaosem. Odmítá návrat k historickým odkazům architektury jako i používání ornamentu a dekorace.

## Vývoj a filozofie
Určujícím znakem pro dekonstruktivismus i postmodernismus, z něhož se vyvinul, je odmítání čistoty, prostoty a jednoduchosti, jak to nastínil Robert Venturi v publikaci „Složitost a rozpor v architektuře“ (1966). Původně byly myšlenky zástupců obou směrů publikovány v časopise Oppositions, obsah příspěvků však postupně znamenal rozchod těchto směrů. Oproti postmodernistickému vyzdvihování historických odkazů dává dekonstruktivismus přednost svébytnému abstrahování a složitosti architektonické hmoty. Namísto strohého oddělení funkce a ornamentu bylo podstatné řešení funkčního aspektu budovy. Pro dekonstruktivisty je geometrie určující, podle ní se formoval funkční, charakterní a prostorový aspekt budovy.
K důležitým momentům ve vývoji dekonstruktivismu patří vliv filozofa Jacquese Derrida na architekta Petra Eisenmana. Z jejich spolupráce, spojování teorie a architektonické praxe, vzešly projekty, které položili základ dekonstruktivismu jako směru v architektuře jako například architektonická soutěž Parc de la Villette z roku 1982. Výstava v Muzeu moderního umění v New Yorku v roce 1988 pod názvem Deconstructivist Architecture organizovaná Philipem Johnsonem a Markem Wigleym a také otevření Wexner Centra pro umění v Columbusu, jehož autorem je Peter Eisenman, sehrály důležitou roli v dalším vývoji. Na výstavě v New Yorku byly představeny práce architektů jako Frank Gehry, Daniel Libeskind, Rem Koolhaas, Peter Eisenman, Zaha Hadid, COOP Himmelb(l)au a Bernard Tschumi. Všech autorů spojoval nekonvenční přístup k architektuře, nesvázané a expresivní nakládání s hmotou, až jakési tříštění či narušování konstrukce. Od výstavy se mnoho architektů přiklánějících se k dekonstruktivismu sice zdržovalo takového pojmenování, přesto se tento termín vžil a označuje tak obecný trend v rámci současné architektury.

## Souvislosti
Původně byli někteří architekti označení jako dekonstruktivisti ovlivněni myšlenkami francouzského filozofa Jacques Derrida. Někteří zastánci dekonstruktivismu byly však také ovlivněni tvarovou experimentací a geometrickou nevyvážeností ruského konstruktivismu.
S dekonstruktivismem souvisí i několik dalších myšlenkových a uměleckých směrů 20. století jako: Moderní architektura/postmodernismus ve vzájemném působení, expresionismus, minimalismus, kubismus a současné umění.
Dekonstruktivismus se snažil popřít zažitou představu o „zásadách“ v architektuře a svazujících pravidlech jako „forma následuje funkci“, či „čistota tvarů“. Umělci jako Naum Gabo, El Lissitksky, Kazimir Malevich a Alexander Rodčenko ovlivnili grafický obsah a geometrické formy takových architektů jako Zaha Hadid a COOP Himmelb(l)au. Oba směry, dekonstruktivismus i konstruktivismus, obsáhly v podstatě použití tektoniky abstraktní montáže

## Současné umění
Dvě větve moderního umění, kubismus a minimalismus, měly rovněž vliv na dekonstruktivismus. Analytický kubismus se projevil zejména v přístupu k hmotě, kdy hrany a tvary budovy jsou současně vnímány z různých úhlů pohledu. Soulad roztříštěnosti prostoru je příznačný pro mnohá díla Franka Gehryho a Bernarda Tschumiho.
Dekonstruktivismus spolu s minimalismem rozchází s kulturními odkazy. Zajímá rovný přístup ke konceptuálnímu umění.
Ve svojí tendencí k deformaci a narušování je také znak expresionismu a expresionistické architektury. Dekonstruktivismus v sobě odráží mnoho forem neoexpresionizmu a abstraktního expresionismu. Hranaté tvary budovy Ufa Cinema Center (COOP Himmelb(l)au) připomínají abstraktní geometrické útvary maleb Franze Klina.
Ufa Center má také podobné uspořádání hranatých útvarů jako je zachycuje v konceptech urbanických uličních prostorů Německa Ernst Ludwig Kirchner. Práce Wassilije Kandinského také nesou podobnost s dekonstruktivistickou architekturou. Jeho směřování k abstraktnímu expresionismu od figurální práci je ve stejném duchu jako dekonstruktivistické potlačení ornamentu geometrií.

## Projekty s počítačovou podporou
Navrhování za pomoci počítačové podpory (computer-aided design) je momentálně základním nástrojem v mnoha aspektech současné architektury, ale zvláště charakter dekonstruktivismu dává prostor možnostem, které poskytuje používání počítačů. Třídimenzionální modelování a animace (virtuální i fyzicky) pomáhá koncipovat rozsáhlé prostory, zatímco vazba mezi počítačovým modelováním a průmyslovou výrobou umožňuje navrhovat specifické prvky s ohledem na čas a požadovanou cenu. Navzdory tendenci mnohé architekty nahradit manuální projektování prací s počítačem zůstali mnozí architekti věrní přímé tvorbě, ať už Zaha Hadid navrhováním na základě skic, nebo Gehry simulováním reálných budov vytvářením fyzických modelů.

## Architekti a projekty související s dekonstruktivizmem
State Center v Bostonu od Franka Gehryho ve spolupráci s MIT, je budovou výrazově silnou, přímo odrážející dekonstrukce formou objemů a jakoby zlomených ploch. Hmota budovy se nad čtvrtým podlažím štěpí a vytváří tak dvě deformované věže, nazývané „G Tower“ a „D Tower“. Budova vzdáleně připomíná Gehryho Tančící dům v Praze.
Příkladem dekonstruktivistické složitosti je Vitra Design Museum od Franka Gehryho, které přebírá bílý neornamentální kubus modernistických uměleckých galerií a přetváří a rozkládá ho, používaje přitom geometrie odkazující na kubismus a abstraktní expresionismus. Vyvrací tak funkcionalistický aspekt modernistické jednoduchosti, ponechává však společný prvek – povrchovou úpravu bílé stucco jako identifikační bod.
Dalším příkladem dekonstruktivismu je Wexner Center for the Arts. Wexnerove centrum přebírá archetypovou formu hradu, kterou zahušťuje složitostí několika výseků a fragmentů. Tato stavba narušuje archetyp hradu, staví jeho prostory a strukturu do konfliktu a odlišnosti.
Návrh Franka Gehryho na své sídlo v Santa Monice se považuje za prototyp dekonstruktivistické budovy. Jeho určujícím prvkem byl vzor předměstského domu začlenit do typického prostředí s ohledem na jeho sociální význam. Gehry proměnil masivnost, geometrické pláště, plochy a ostatní prvky v hravou roztříštěnost, výsledek „de“ konstrukce.

## Galerie

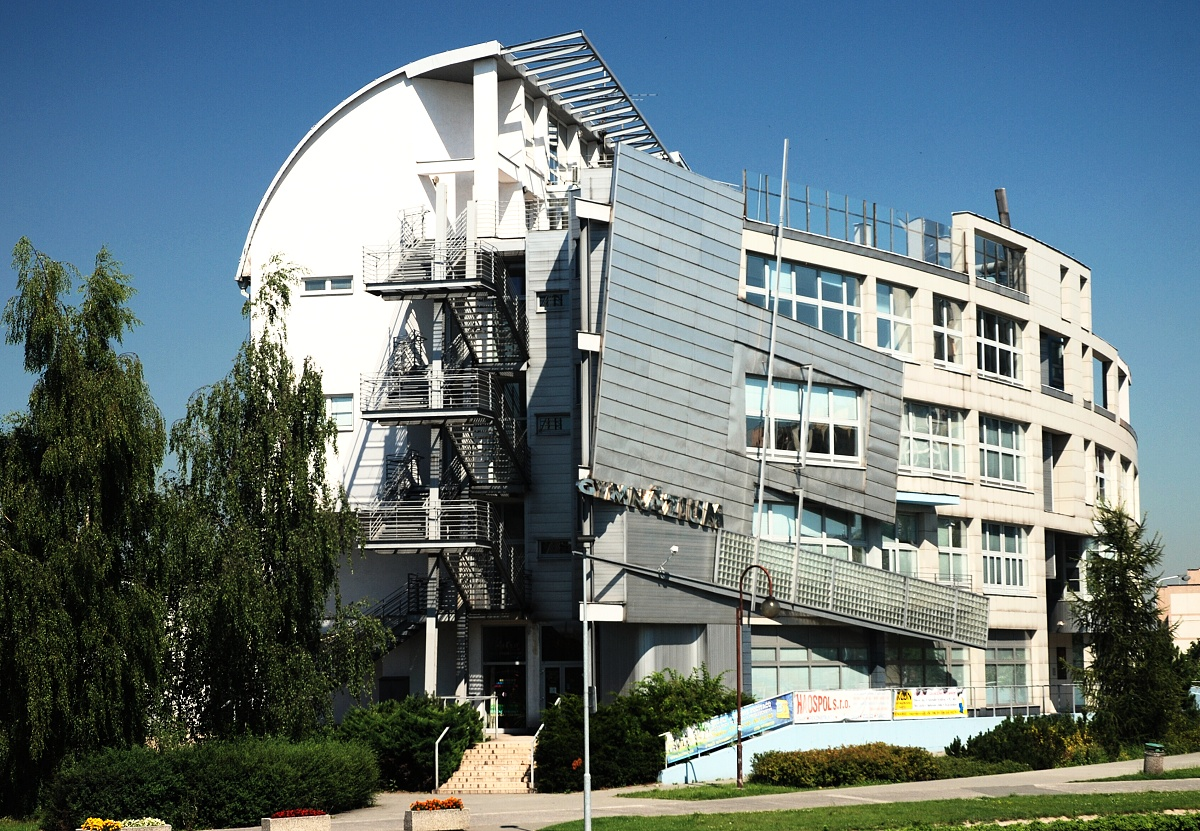
Gymnázium Orlová
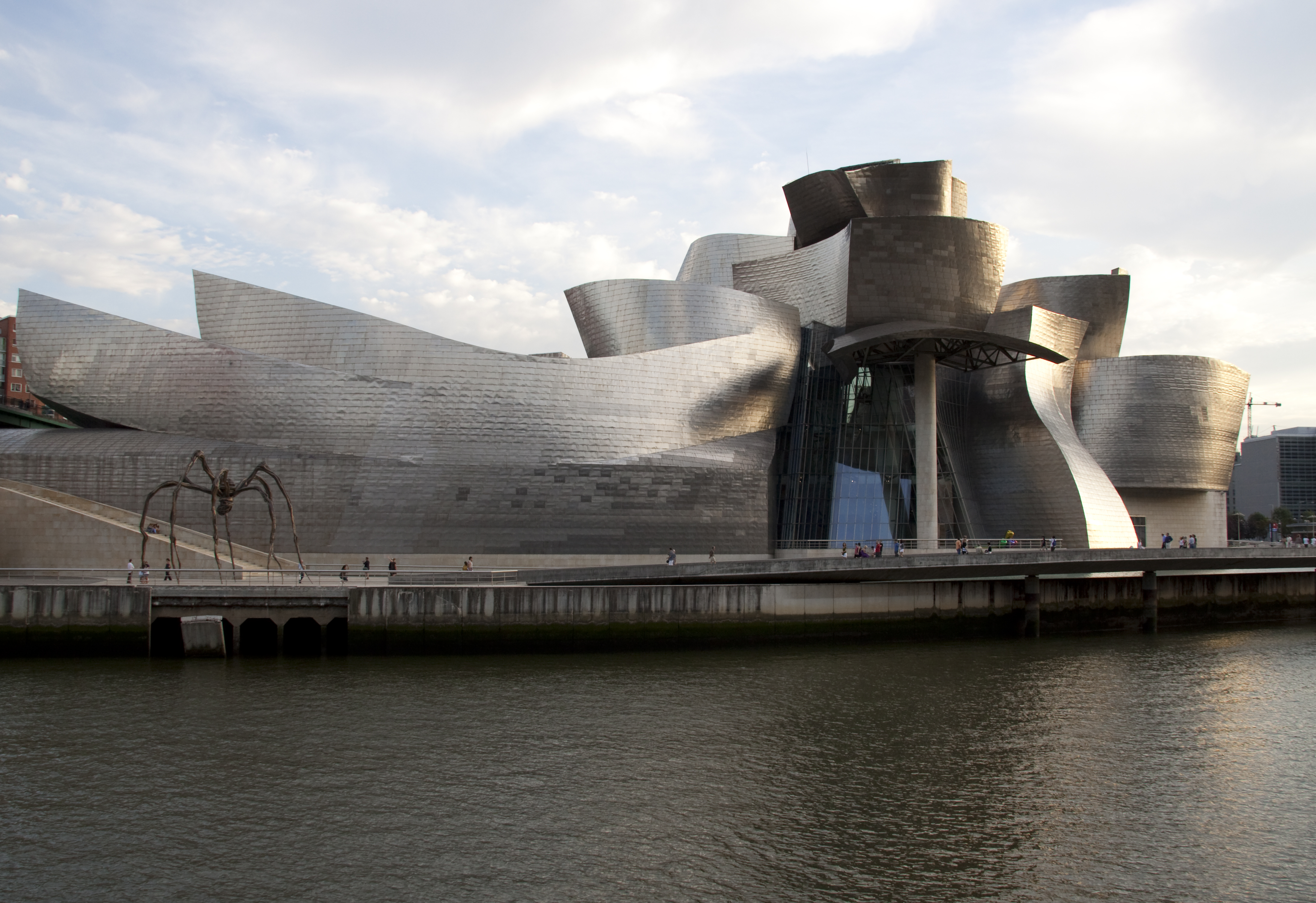
Guggenheimovo muzeum v Bilbau, Frank Gehry
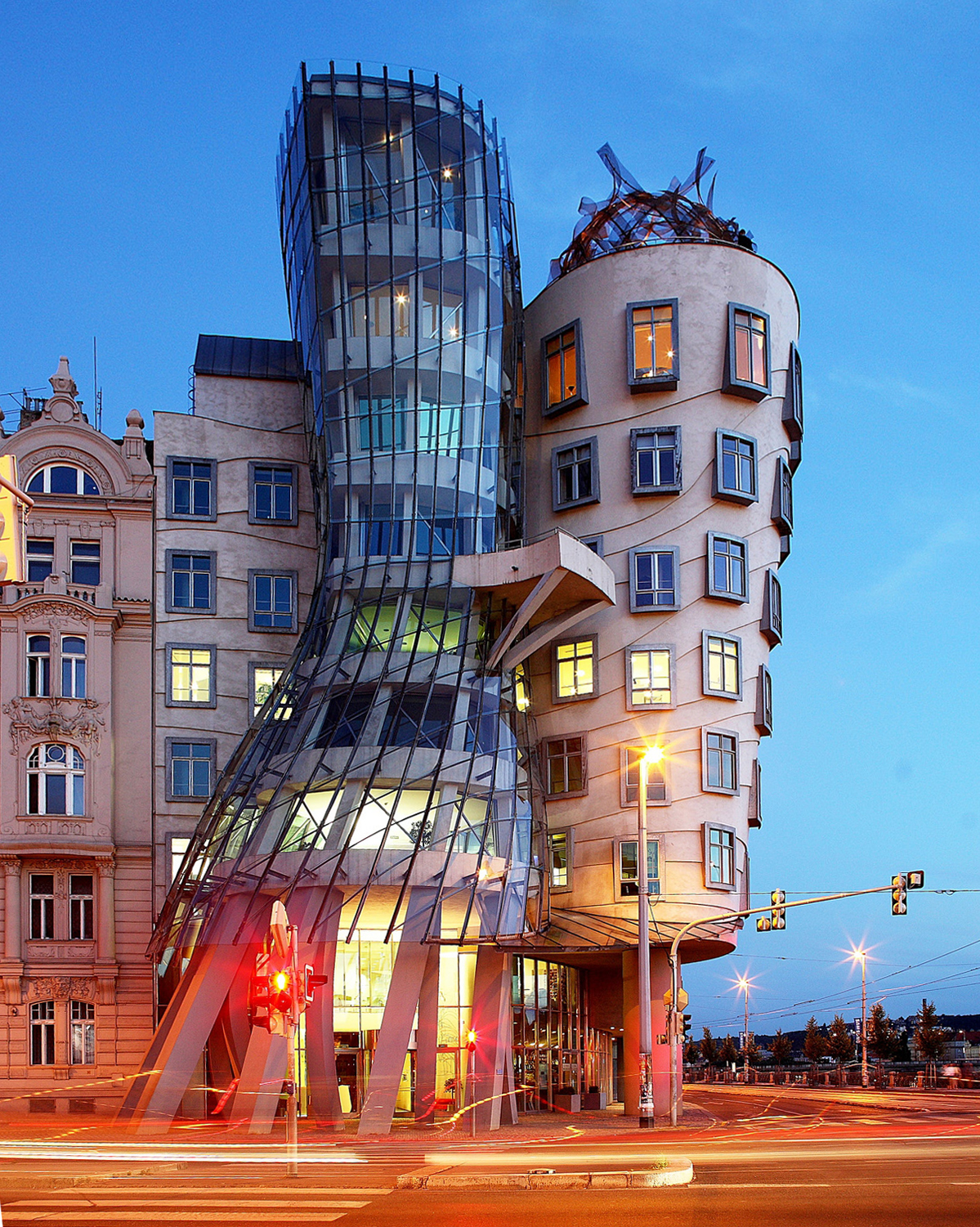
Tančící dům v Praze, Frank Gehry
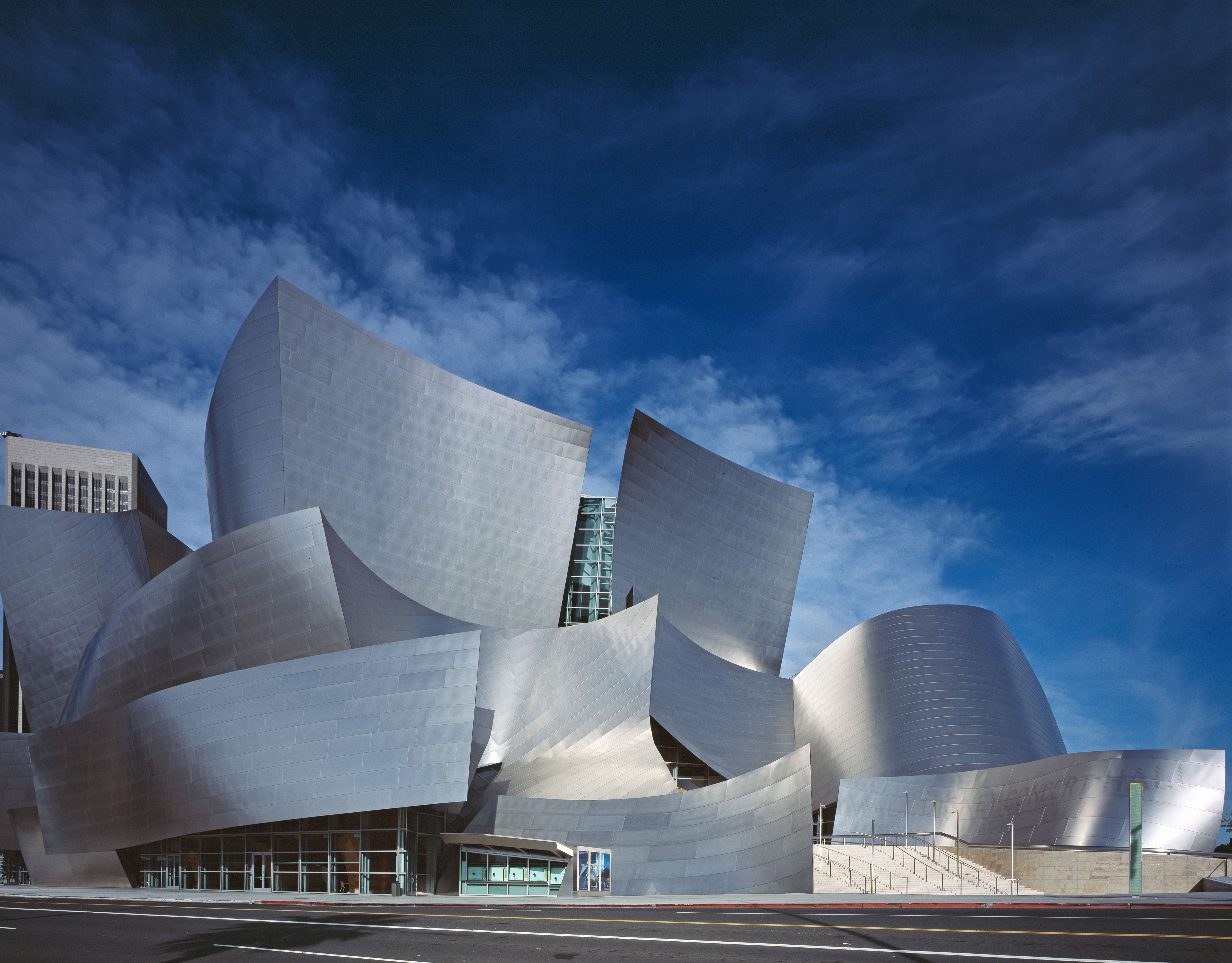
Koncertní hala Walta Disneyho v Los Angeles, Frank Gehry
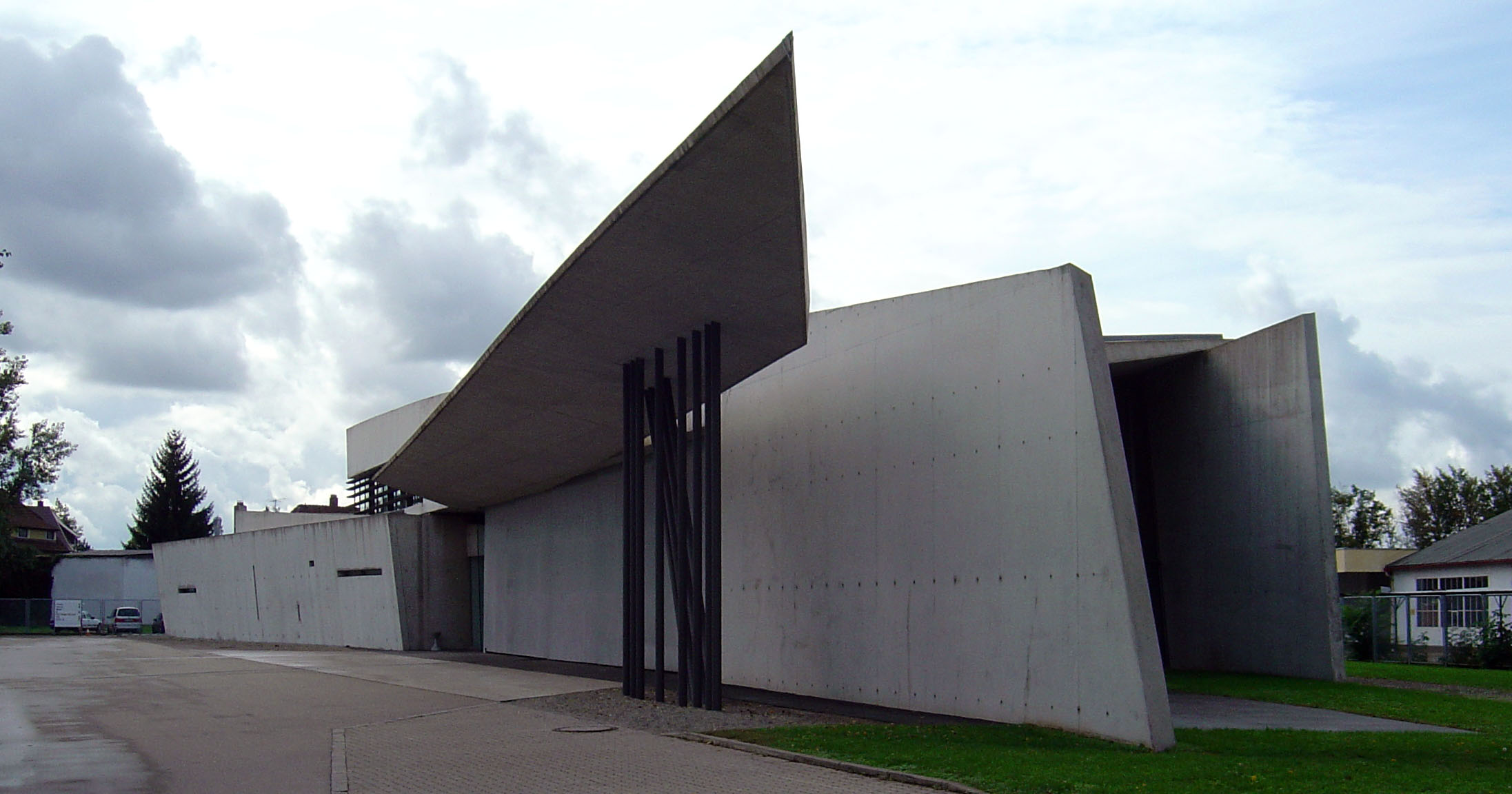
Požární zbrojnice Vitra ve Weilu nad Rýnem, Zaha Hadid
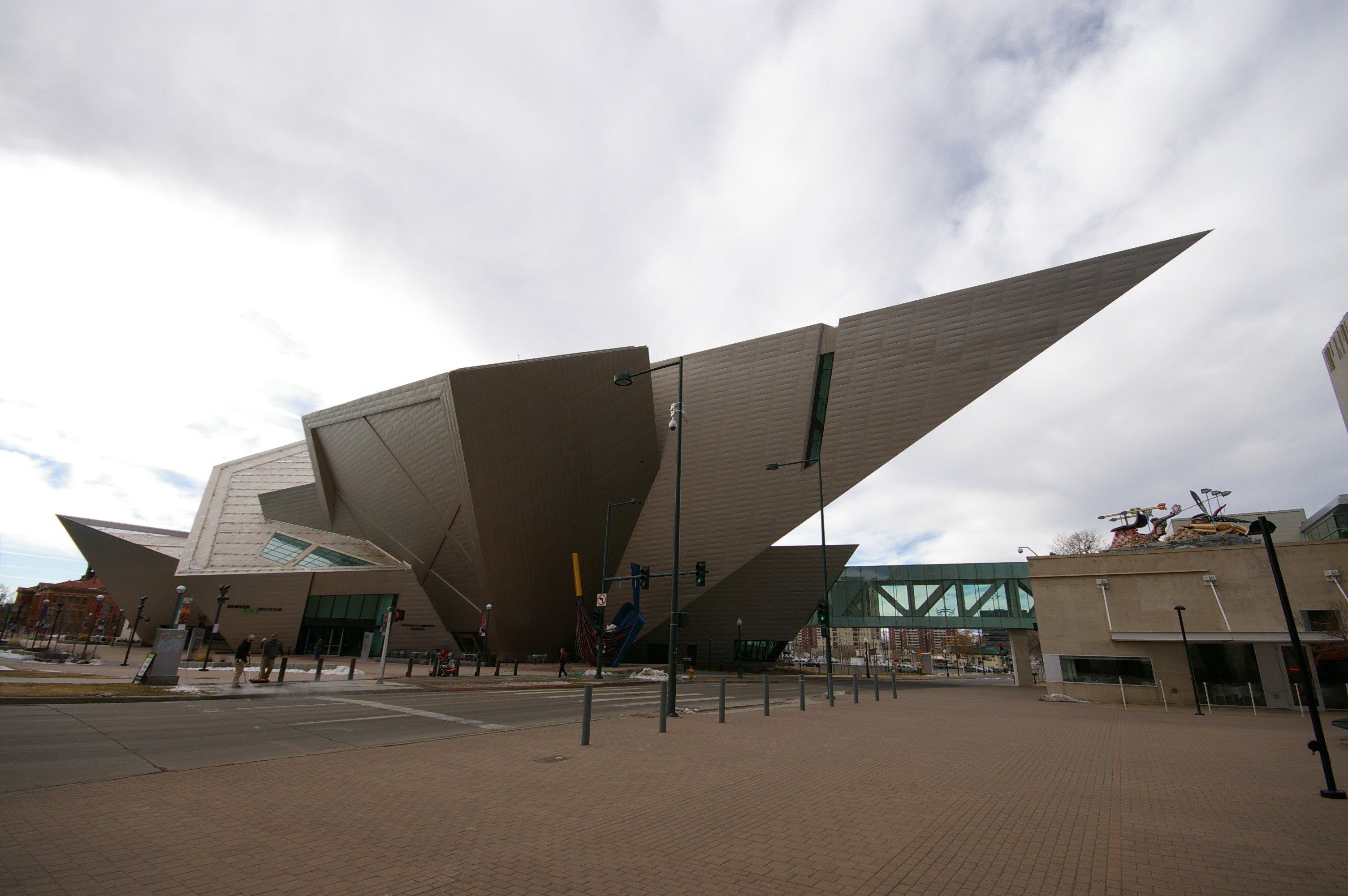
Frederic C. Hamilton Building v Denveru, Daniel Libeskind
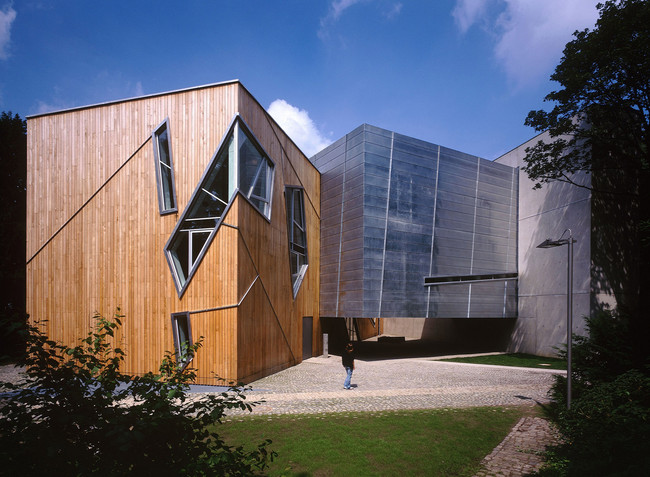
Felix Nussbaum Haus v Osnabrücku, Daniel Libeskind
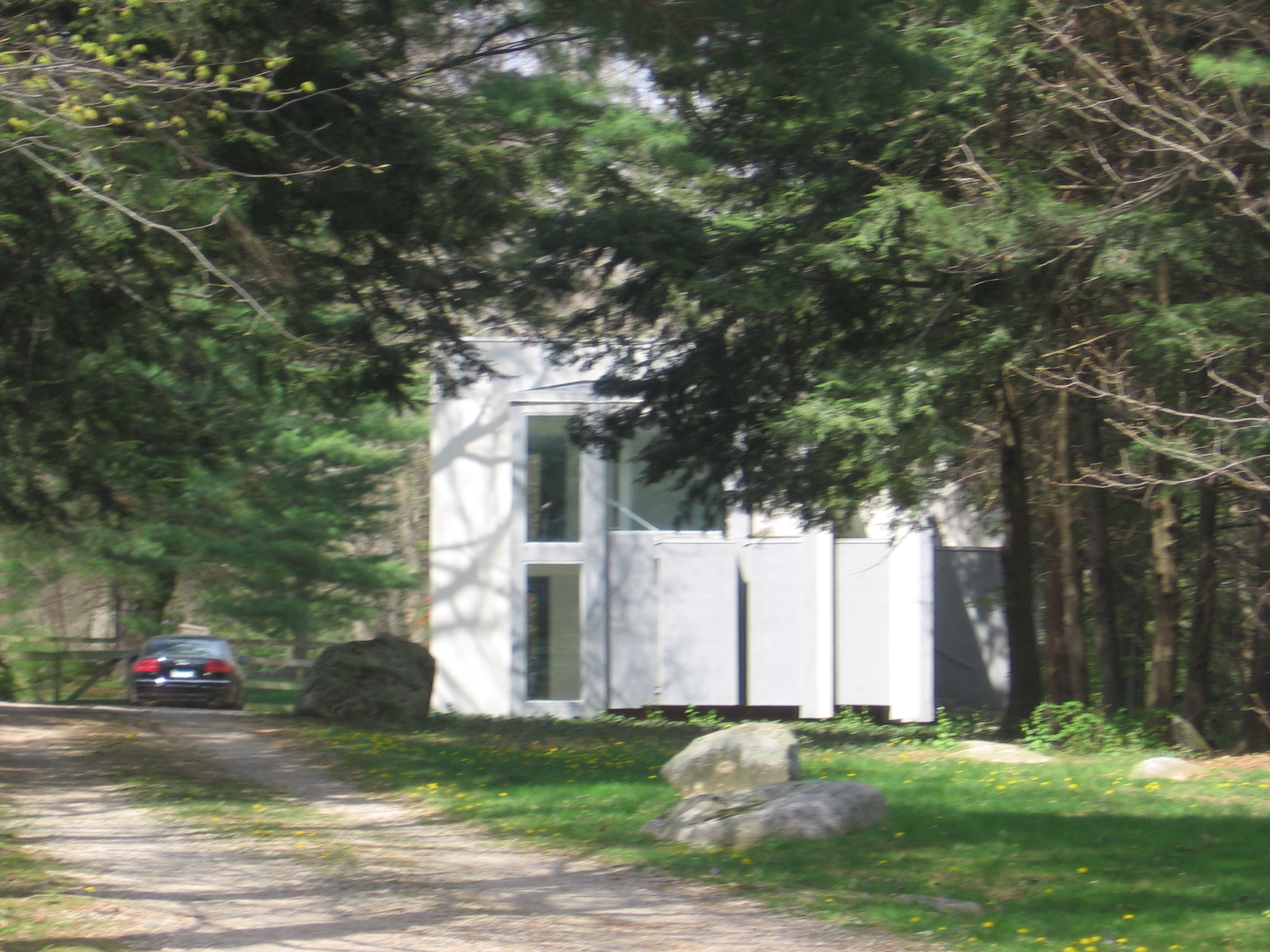
Dům VI v Cornwall, Peter Eisenman
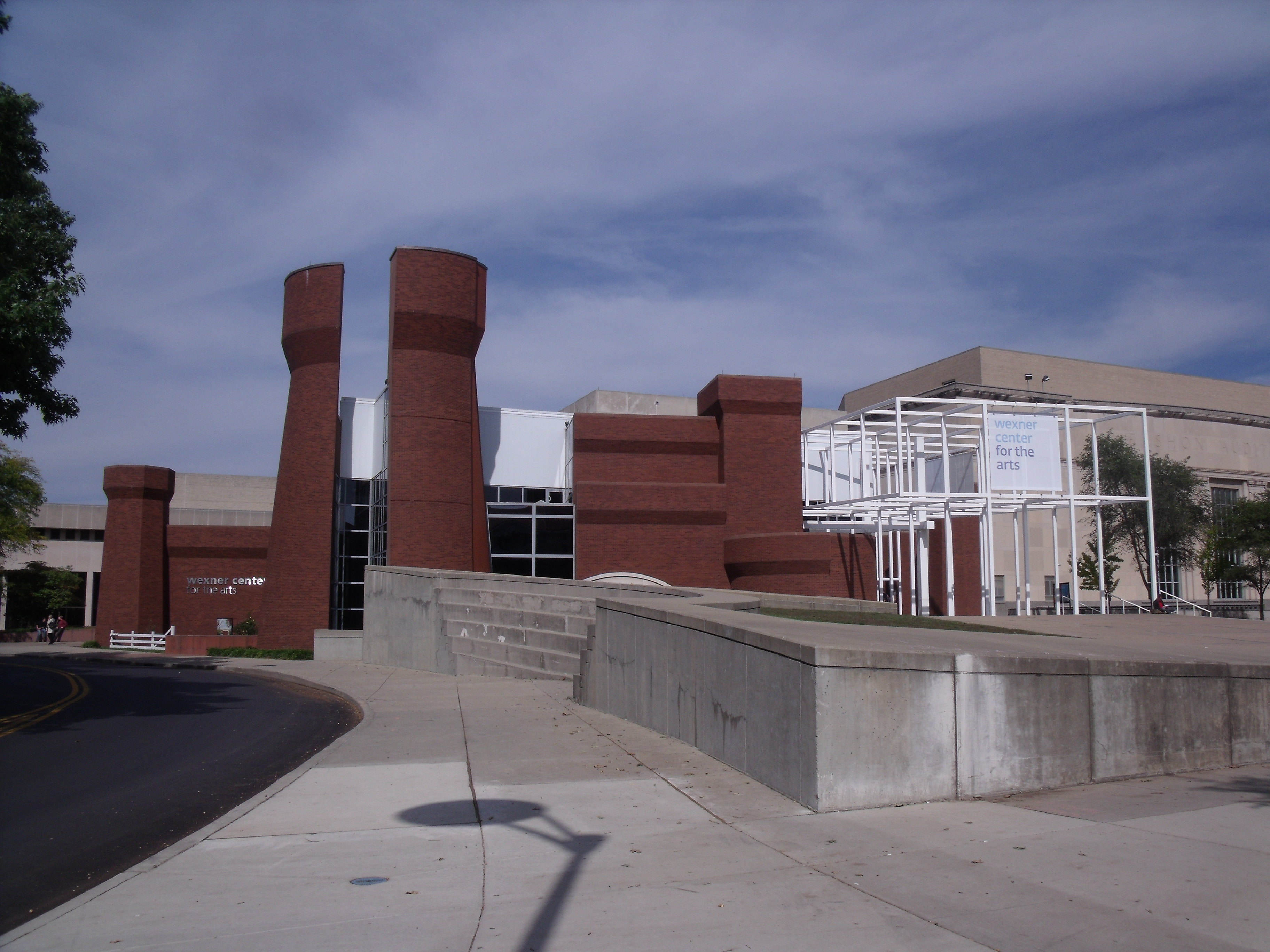
Wexner Center for the Arts v Columbusu, Peter Eisenman
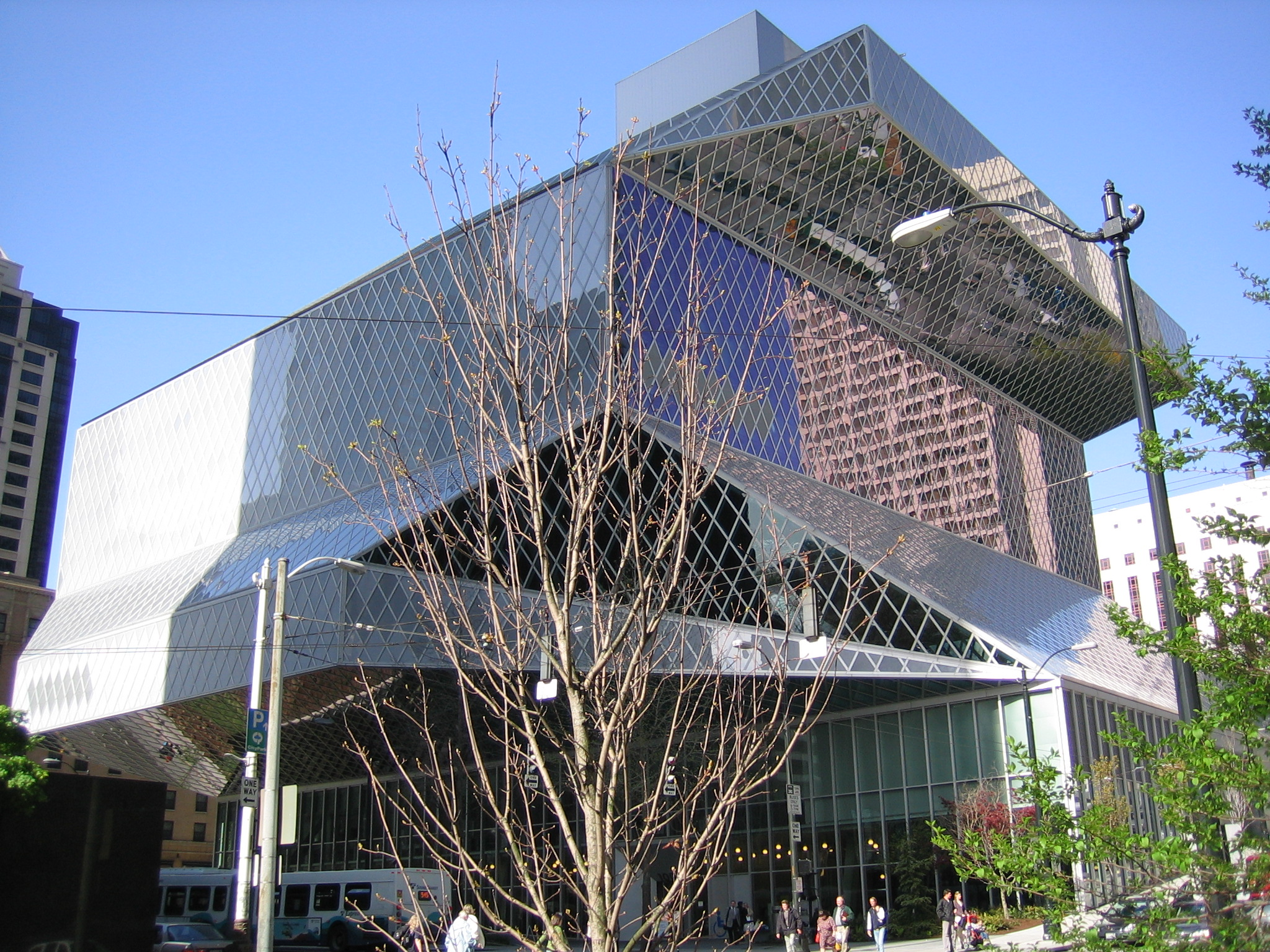
Seattle Central Library v Seattlu, Rem Koolhaas
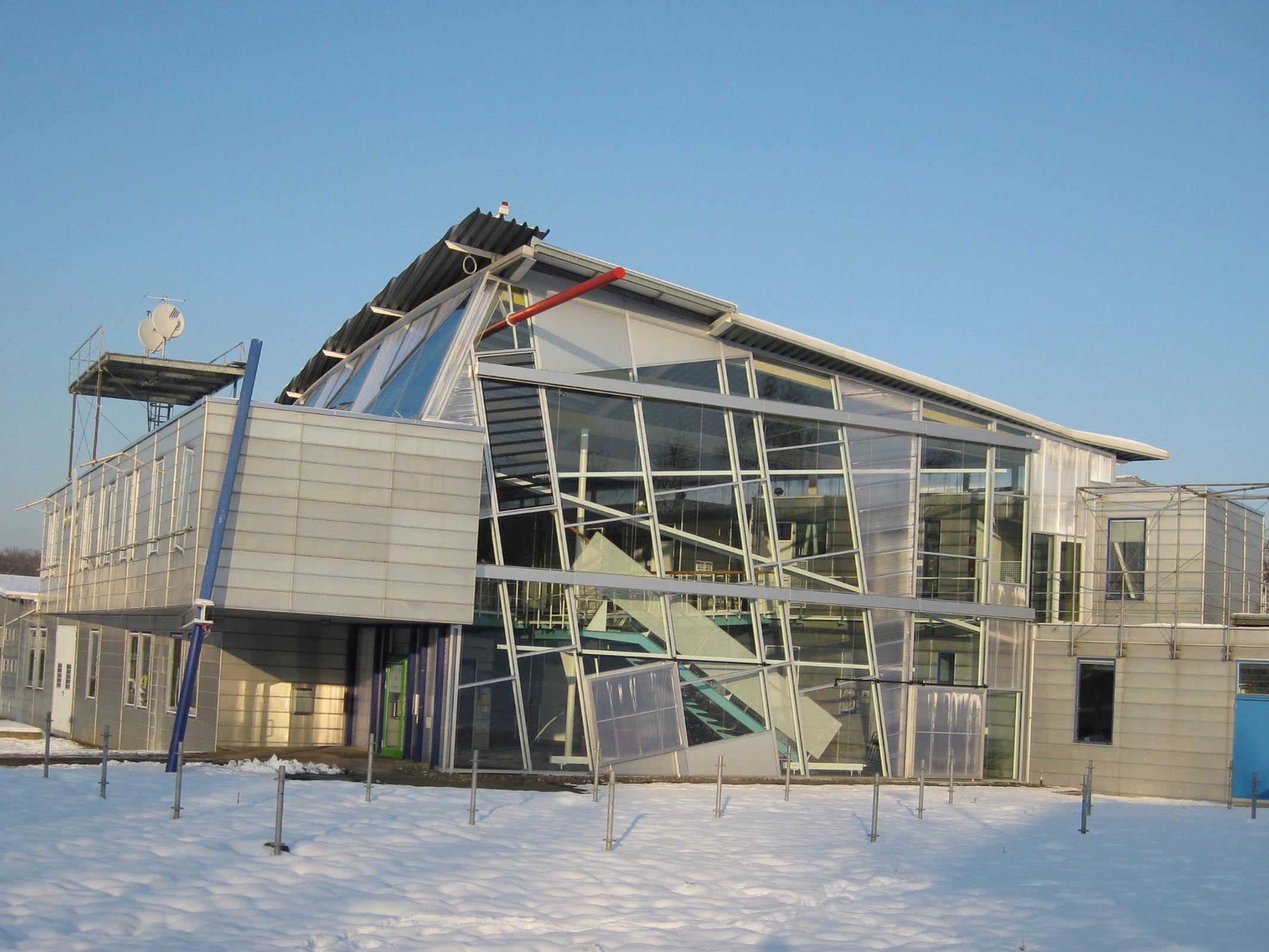
Hysolární výzkumný ústav ve Stuttgartu, Günter Behnisch
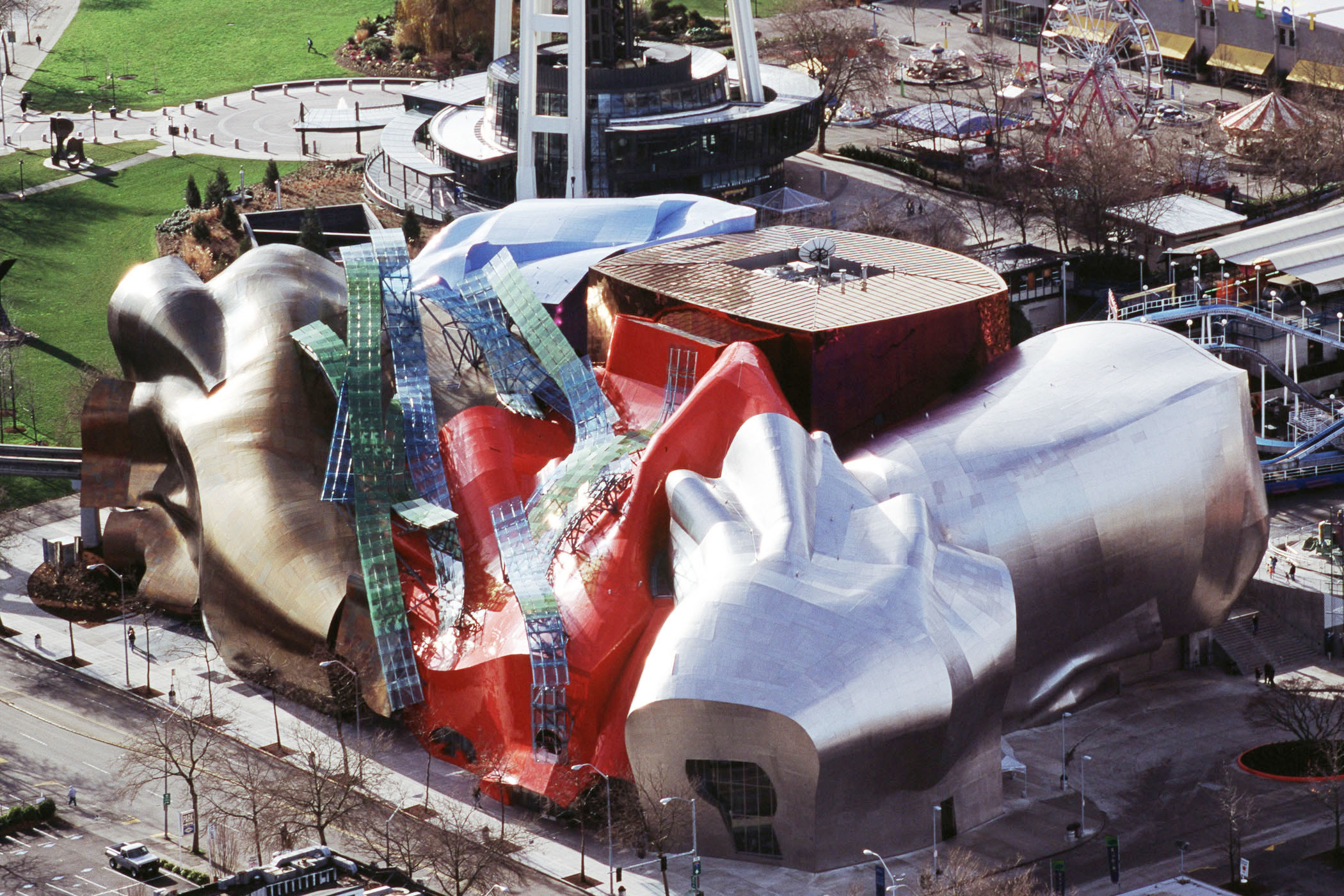
Experience Music Project v Seattlu, Frank Gehry